# Sphenosuchia
Sphenosuchia é uma subordem dos crocodilomorfos basal, que apareceu pela primeira vez no Triássico e durou até o Jurássico Médio. A maioria eram pequenos animais grácil com uma postura membro ereto. Eles estão sendo avaliados como ancestral dos crocodyliformes, que incluem todos os crocodilianos atuais.

## Faixa de Estratigráfica
Os primeiros membros conhecidos do grupo (Hesperosuchus) são do do início do Noriano, encontrado nos membro Blue Mesa na Formação Chinle. Apenas um sphenosuchiano é conhecido atualmente do Jurássico Médio, Junggarsuchus encontrado na Bacia do Zungar (Formação Shishugou) na China do período Bathoniano ou Calloviano (~ 165 Ma). O mais novo sphenosuchiano é o Macelognathus. O mais antigo  é do Jurássico Superior da América do Norte durante o período Kimmeridgiano, (155-150 Ma).

## Filogenia
A monofilia do grupo é debatida, apesar de várias sinapomorfias caracterizar o clado, incluindo membros extremamente delgados, um carpo compacto e um processo coracóide alongado.
Em 2002, Clark e Sues encontraram um possível clado sphenosuchiano de Dibothrosuchus, Sphenosuchus e possivelmente, Hesperosuchus e Saltoposuchus, com outros Géneros diversos em posições não resolvidas (Kayentasuchus, Litargosuchus, Pseudhesperosuchus e Terrestrisuchus). Mais recentemente, Clark  (2004) defendeu a parafilia do grupo, alegando que os caracteres morfologicos foram secundariamente perdidos em crocodilomorfos mais altamente derivados Uma análise mais aprofundada e estudo é necessário antes de dar como resolvido a monofilia do grupo. Uma análise filogenética perfeita atualmente é impossível, devido a uma escassez de restos fósseis demonstrando caracteres filogeneticos.
Abaixo está um cladograma modificado de Nesbitt (2011). Sphenosuchias são marcados pela faixa em verde.
| No cladogram specified! | Sphenosuchians |

### Gêneros
| Género               | Status       | Idade                                             | Local                          | Unidade                                                       | Notas                                                                      | Imagens |
| -------------------- | ------------ | ------------------------------------------------- | ------------------------------ | ------------------------------------------------------------- | -------------------------------------------------------------------------- | ------- |
| - Barberenasuchus    | Valid        | Triássico Superior                                | Brazil                         | Formação Santa Maria                                          |                                                                            |         |
| - Dibothrosuchus     | Valid        | Jurássico Inferior                                | China                          | Series Lower Lufeng                                           |                                                                            |         |
| - Dromicosuchus      | Valid        | Triássico Superior                                | Estados Unidos                 | Supergrupo Newark                                             |                                                                            |         |
| - Dyoplax            | Valid        | Triássico Superior (Carniano)                     | Alemanha                       | Formação Schilfsandstein                                      |                                                                            |         |
| - Hallopus           | Valid        | Jurássico Superior                                | Estados Unidos                 | Formação Morrison                                             | Possivel sinónimo do Macelognathus                                         |         |
| - Hesperosuchus      | Valid        | Triássico Superior (Carniano)                     | Estados Unidos                 | Formação Chinle                                               |                                                                            |         |
| - Junggarsuchus      | Valid        | Jurássico Médio                                   | China                          | Formação Shishugou                                            |                                                                            |         |
| - Kayentasuchus      | Valid        | Jurássico Inferior (Sinemuriano - Pliensbachiano) | Estados Unidos                 | Formação Kayenta                                              |                                                                            |         |
| - Litargosuchus      | Valid        | Jurássico Inferior                                | África do Sul                  | Formação Elliot                                               |                                                                            |         |
| - Macelognathus      | Valid        | Jurássico Superior                                | Estados Unidos                 | Formação Morrison                                             |                                                                            |         |
| - Parrishia          | Nomen dubium | Triássico Superior                                | Estados Unidos                 | Grupo Dockum                                                  | Um sphenosuchia indeterminado conhecido apenas pelas vértebras.            |         |
| - Pedeticosaurus     | Valid        | Jurássico Inferior                                | África do Sul                  | Formação Elliot                                               |                                                                            |         |
| - Phyllodontosuchus  | Valid        | Jurássico Inferior                                | China                          | Series Lower Lufeng                                           |                                                                            |         |
| - Pseudhesperosuchus | Valid        | Triássico Superior (Noriano)                      | Argentina                      | Formação Los Colorados                                        |                                                                            |         |
| - Redondavenator     | Valid        | Triássico Superior                                | Estados Unidos                 | Formação Redonda                                              |                                                                            |         |
| - Saltoposuchus      | Valid        | Triássico Superior (Noriano)                      | Alemanha · Suíça · Reino Unido | Formação Löwenstein Formação Trossingen Lossiemouth Sandstone |                                                                            |         |
| - Sphenosuchus       | Valid        | Jurássico Inferior                                | África do Sul                  | Formação Elliot                                               |                                                                            |         |
| - Terrestrisuchus    | Valid.       | Triássico Superior                                | Reino Unido                    |                                                               |                                                                            |         |
| - Trialestes         | Valid        | Triássico Superior                                | Argentina                      | Formação Ischigualasto                                        | Espécimes conhecidos podem representar crocodilomorfos basal e dinossauros |         |